# Duboscia
Genre
Duboscia est un genre d'arbres de la famille des Malvaceae.

## Liste des espèces
Selon GBIF (3 septembre 2024) :
- Diplanthemum leucocalyx Drude
- Duboscia brieyi De Wild., 1915
- Duboscia macrocarpa Bocq.
- Duboscia polyantha Pierre ex A.Chev.
- Duboscia viridiflora (K.Schum.) Mildbr.

## Systématique
Le nom correct complet (avec auteur) de ce taxon est Duboscia Bocq..
Duboscia a pour synonyme :
- Diplanthemum K.Schum.